# Distrito de Santa Rosa de Sacco

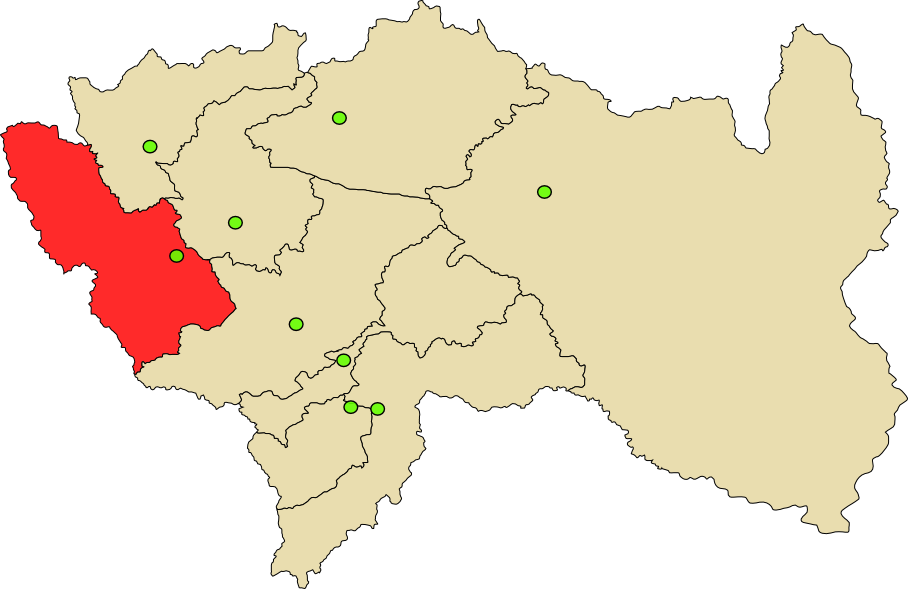
Provincia de Yauli en el Departamento de Junín

El distrito de Santa Rosa de Sacco es uno de los diez que conforman la provincia de Yauli, ubicada en el departamento de Junín en el centro del Perú.
Dentro de la división eclesiástica de la Iglesia Católica del Perú, pertenece a la Vicaría V de la arquidiócesis de Huancayo

## Historia y La Reseña Histórica de la creación del Distrito
El distrito fue creado mediante Ley N.º 17033 del 1 de junio de 1968, en el primer gobierno del Presidente Fernando Belaúnde Terry.

Reseña Histórica de Creación del distrito	

Al igual que los demás distritos de Yauli, el distrito de Santa Rosa de Sacco era básicamente agrícola y ganadero. Su cercanía a la Oroya ha permitido que su población se integre a la vida urbana y a la actividad metalúrgica y comercial de la capital de la provincia.
Al indagar sobre sus antecedentes históricos encontramos hermosas páginas que nos permiten ver que lo que es hoy Santa Rosa de Sacco es producto del coraje y perseverancia de sus primeros moradores para alcanzar el reconocimiento de sus derechos. Uno de sus documentos dice: “Existen teorías que las tribus wankas, xauxas existieron o fueron las primeras que habitaron estos parajes… también se sostiene que los costeños han poblado estas serranías a su afán de extender sus dominios durante el pre incanato.”
“Sin embargo lo que podemos afirmar es que los restos arqueológicos, útiles domésticos tienen similitud con los que poseen las culturas costeñas y serranas, diferenciándose únicamente en la forma de enterrar a sus muertos, cuya posición es erecta, hallados en chullpas, o así mismos encontrados en las zonas de Ticlacancha, de esta comunidad.”
“El origen que se le da a este pueblo proviene de la palabra quechua SHACOJ que significa parado.”
“Ancianos del siglo pasado como doña Eliza Barbaran, Antonio Pardave al narrar sus declaraciones han tratado de ilustrar el origen del nombre de este lugar con la leyenda del Shacojruna, cuyo monolito de piedra caliza, existió en el actual anexo de El Tambo, que según ellos fue un guerrero convertido en para perennizar su valor y grandeza por voluntad del Munaynicoy, hijo predilecto del dios sol.”
“Este monolito de piedra fue destruido por los disparos y explotaciones para abrir un terraplén de ferrocarril de Lima a Oroya, a inicios de l año 1903.”
Ambas versiones coinciden en señalar que el nombre del distrito proviene de la voz SHACOJ.
El paso de los españoles por estas tierras, igualmente, dejó sus huellas en el nombre con el que actualmente se le conoce: SANTA ROSA DE SACCO. Como los conquistadores tenían mucho apego por bautizar a las ciudades en honor a algún santo de su devoción.
La historia documentada de este distrito data de mediados del siglo XVII. En esta época es donde se dan los títulos de posesión y amparo extendidas a la comunidad de Santa Rosa de Sacco por entonces del Virrey Manuel Amat y Juliet.
El personaje que se decidió a defender las tierras fue María Concepción Aguilar, ella presentó un memorial y agotó todos sus esfuerzos y propiedades (vendió sus ganados, pieles e hilados) en la defensa de las tierras de la comunidad de su aprobación por parte de los hacendados y terratenientes de Pucara y otros que pretendían apoderarse de los terrenos de Sacco.
Les damos la cordial bienvenida a cada uno de ustedes queridos vecinos y vecinas, dejando a consideración el trabajo de esta nueva gestión edil.
OVIDIO RODRÍGUEZ YURIVILCA
A L C A L D E

## Geografía
Abarca una superficie de 101,09 kilómetros cuadrados. Su capital es el centro poblado de Santa Rosa de Sacco, ubicado sobre los 3 814 m s. n. m.

## División administrativa

### Centros poblados
- Urbanos
  - Santa Rosa de Sacco, con 3 247 viviendas y 11 257 hab.
- Rurales

## Autoridades

### Municipales
- 2023 - 2026
  - Alcalde: Ovidio Rodríguez Yurivilca
  - Regidores: Maricela Edith Gómez Martínez, Alfredro Baldeón Puente, Cecilia Medrano Casallo, Rommel Andrés Ingaruca Honisman, Ángel Constantino Cotrina Rixe

- 2019 - 2022
  - Alcalde: Jaime Ordóñez Soriano

- 2015 - 2018[2]
  - Alcalde: Damián Zacarías Rodríguez Reyes, Partido Alianza para el Progreso (APP).
  - Regidores: 	María Isabel Bartolo Jiménez (APP), Edwin Rolando Medrano Güere (APP), Carmen del Pilar Córdova Rojas (APP), José Luis Osorio Valerio (APP), Doroteo Clever Gaspar Huamán (Junín Emprendedores Rumbo al 21).
- 2011-2014[3]
  - Alcalde: Juan Carlos Arredondo Mayta, del Movimiento Independiente Regional La Carita Feliz (LCF).[4]
  - Regidores: Sandra Aracely Jiménez Luna (LCF), Edgar Jacinto Tejada Becerra (LCF), Jaime Montero Aliaga (LCF), Elizabeth Margot Cochachi Huaman (LCF), Jonas Justo Tolentino (CONREDES).
- 2007-2010
  - Alcalde: Hugo Donato Huaman Timoteo.

### Policiales
- Comisaría de La Oroya
  - Comisario: Cmdte. PNP. Dennis Pizarro.[5]

### Religiosas
- Arquidiócesis de Huancayo[6]
  - Arzobispo de Huancayo: Mons. Pedro Barreto Jimeno, SJ.
  - Vicario episcopal: Pbro. Enrique Tizón Basurto.
- Parroquia Cristo Rey[7]
  - Párroco: Pbro. Enrique Tizón Basurto.

### Comunales
- 2015 - 2016
  - Presidente:   César Rosendo Rojas Simeón
  - Vice - presidente: Víctor Quintanilla Pardave, Secretario : Julio Camargo Soto, Tesorera: Celia Gerarda Santos Ruiz.

## Educación

### Instituciones educativas
DENTRO DEL DISTRITO SE CUENTA CON LAS SIGUIENTES INSTITUCIONES EDUCATIVAS:
PRIMARIA:
I.E. "Antonio Raimondi" ubicado en el sector de Chucchis
I.E. "Daniel Alcides Carrion" ubicado en el sector de 9 de Octubre.
I.E. "Villa el Sol" ubicado en el sector de Villa el Sol
SECUNDARIA:
JEC I.E. "JOSE GALVEZ BARRENECHEA" Ubicado en el sector de Chucchis
I.E. "GRAN MARISCAL RAMON CASTILLA" Ubicado en el sector de Shincamachay
JEC I.E. "AMALIA ESPINOZA" Ubicado en el sector de 9 de octubre
JEC I.E. "JOSE MARIA ARGUEDAS" Ubicado en el sector de Marcavalle.
SUPERIOR:
INSTITUTO EDUCATIVO SUPERIOR TECNOLOGICO PUBLICO "LA OROYA"
CARRERAS PROFESIONALES:
ELECTRONICA INDUSTRIAL
CONTABILIDAD COMPUTARIZADA
ENFERMERIA
MECANICA AUTOMOTRIZ
COMPUTACION E INFORMATICA

## Festividades
- Abril
  - Expo Alto Andina.
- Agosto
  - Virgen de las Nieves.
  - Santa Rosa.
- Noviembre
  - San Martín de Porras.